# Romper Stomper
Romper Stomper är en australiensisk långfilm från 1992 i regi av Geoffrey Wright, med Russell Crowe, Daniel Pollock, Jacqueline McKenzie och Alex Scott i rollerna.

## Handling
Hando (Russell Crowe) är ledaren av de fruktade nynazistiska gänget som härjar runt på Melbournes gator. Handos bäste vän Davey (Daniel Pollock), som är som en andra ledare i gänget strider med Hando och resten av gänget mot vietnameserna i staden. Gabrielle (Jacqueline McKenzie) kommer in i bilden då hon och Hando möter varandra i en bar. Hon följer med gänget och hamnar i stor fara då vietnameserna konfronterar nazisterna vid ett stort gruppbråk.

## Rollista
| Russell Crowe       | – Hando     |
| Daniel Pollock      | – Davey     |
| Jacqueline McKenzie | – Gabe      |
| Alex Scott          | – Martin    |
| Leigh Russell       | – Sonny Jim |
| Dan Wyllie          | – Cackles   |
| James McKenna       | – Bubs      |
| Eric Mueck          | – Champ     |
| Frank Magree        | – Brett     |
| Chris McLean        | – Luke      |
| Josephine Keen      | – Megan     |
| Samantha Bladon     | – Tracy     |
| Tony Lee            | – Tiger     |
| John Brumpton       | – Magoo     |
| Don Bridges         | – Harold    |